# Экономия затрат
Экономия затрат (англ. cost saving) — снижение затрат, обычно на ежемесячных услугах, сокращение расходов на обслуживание, при этом поставщики продолжают выполнять свои услуги.

## Определение
По мнению ряда экономистов экономия затрат — это снижение затрат, обычно на ежемесячных услугах, снижение расходов на обслуживание, при этом поставщики продолжают выполнять свои услуги. Поставщик услуг, подрядчик по техническому обслуживанию, который обслуживает предприятие, должен гарантировать суммы экономии затрат за счёт тактик и моделей выставления счетов (например, снижается почасовая ставка), но при этом поставщик не должен сократить объём предоставляемых услуг.